# Anthony Stabile
Anthony Stabile (n. 27 decembrie 1944 – d. 1985) a fost un mafiot New Yorkez, membru al familiei Gambino, ce a participat la câteva jafuri pe aerportul John F. Kennedy din Queens, New York.
În 1985 a fost găsit împușcat în cap pe bulevardul Cross Bay în Howard Beach, Queens, NY.